# ريتشارد بوين
ريتشارد بوين (بالإنجليزية: Richard Bowen) هو لاعب بولينغ بريطاني، ولد في 5 يناير 1957.